# بزیمیانی
بزیمیانی (روسی: Безымянный) یک آتشفشان چینه‌ای فعال است که در جنوب شرقی شبه‌جزیره کامچاتکا در روسیه قرار دارد. تا سال ۱۹۵۵ گمان می‌رفت که بزیمیانی یک آتشفشان خاموش است اما در این سال فعالیت آن آغاز شد و منجر به فوران بزرگی در ۳۰ مارس ۱۹۵۶ گردید. این فوران آتشفشانی همانند انفجار کوه سنت هلن باعث ایجاد دهانه آتشفشانی نعل اسبی بزرگی شد.

## نگارخانه

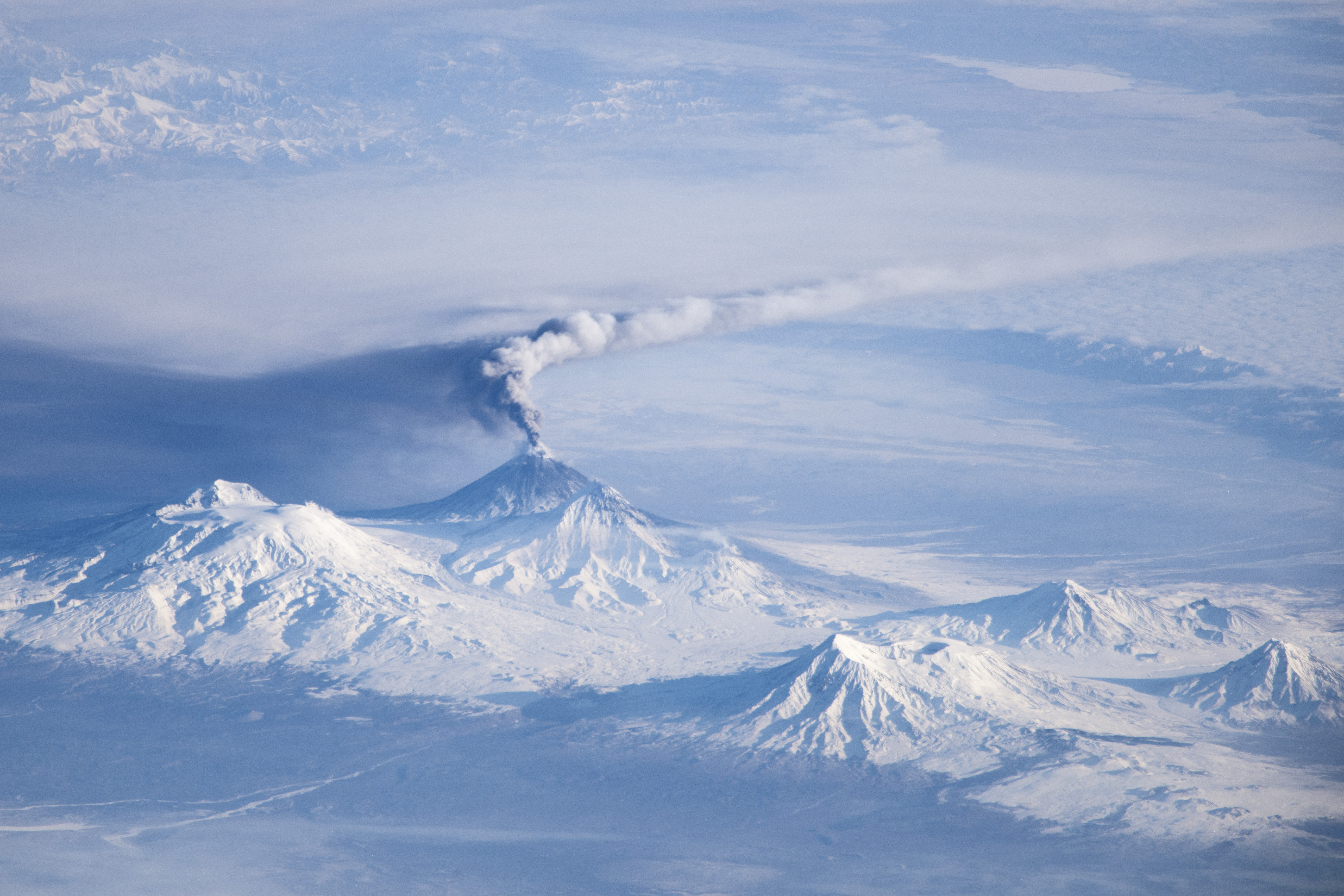
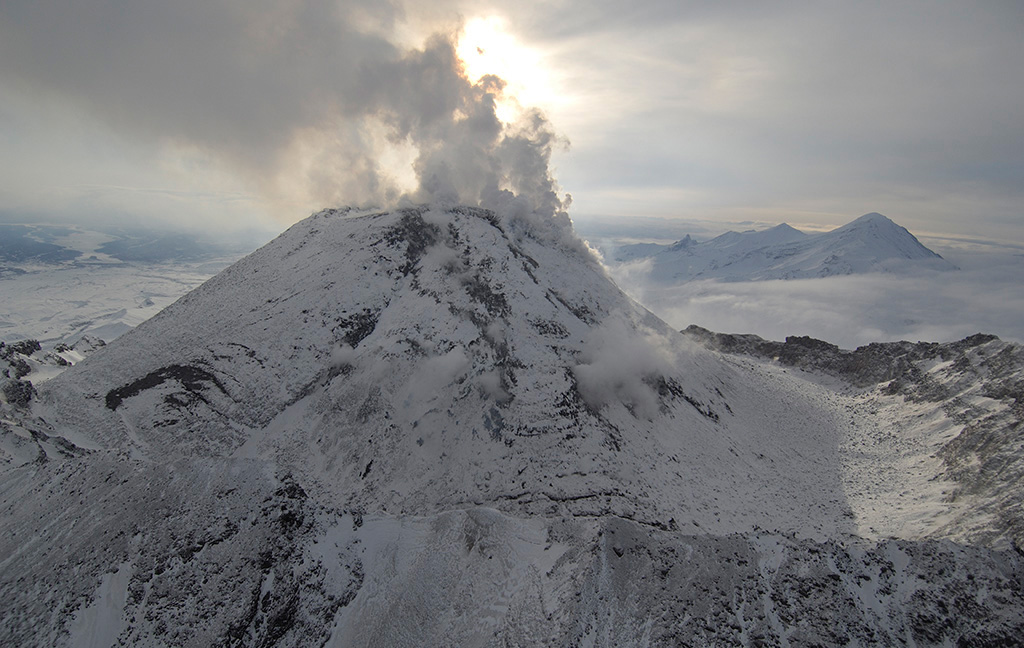
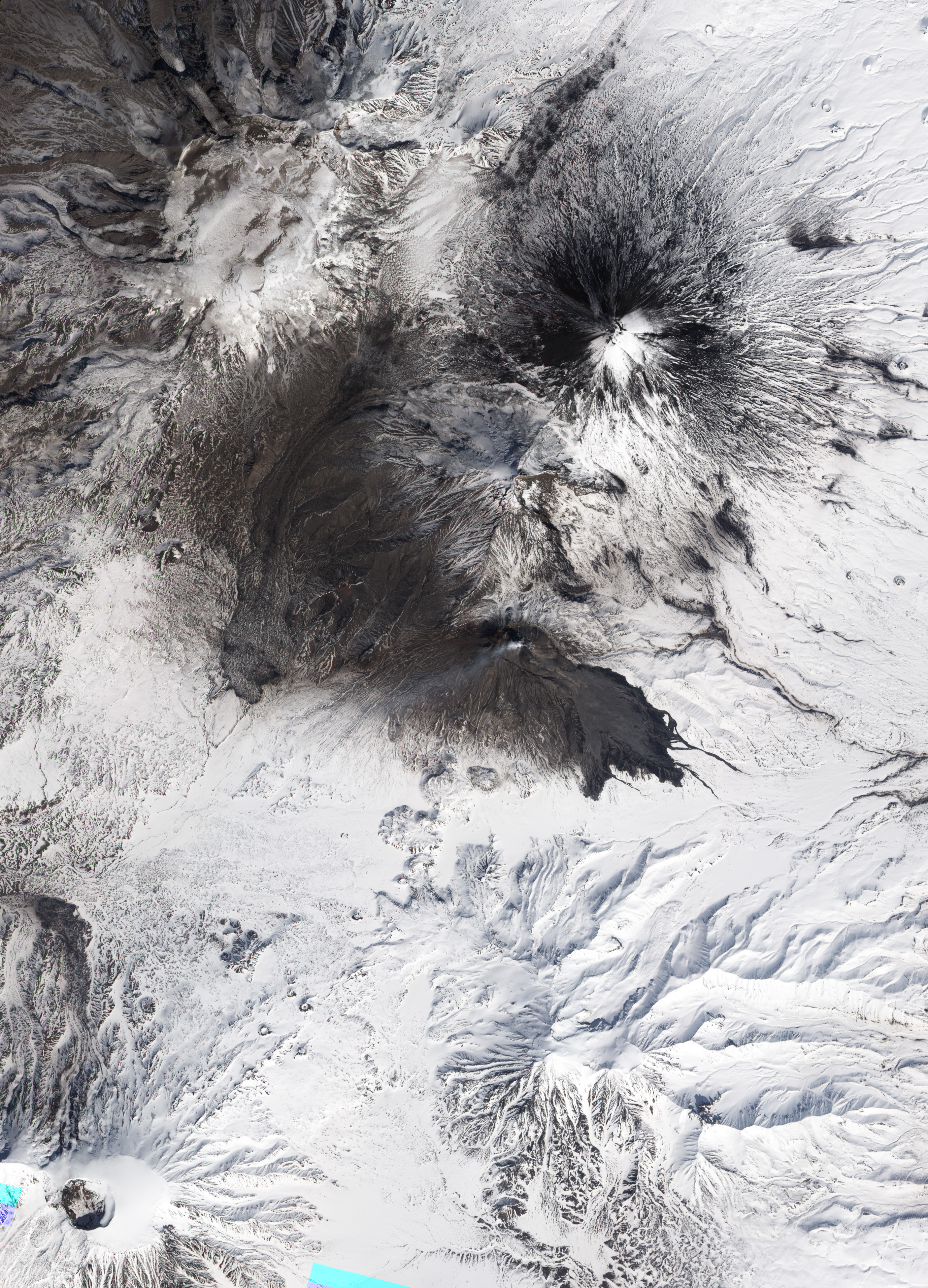